# Uromastyx acanthinura
Uromastyx acanthinura là một loài thằn lằn trong họ Agamidae. Loài này được Bell mô tả khoa học đầu tiên năm 1825.

## Hình ảnh

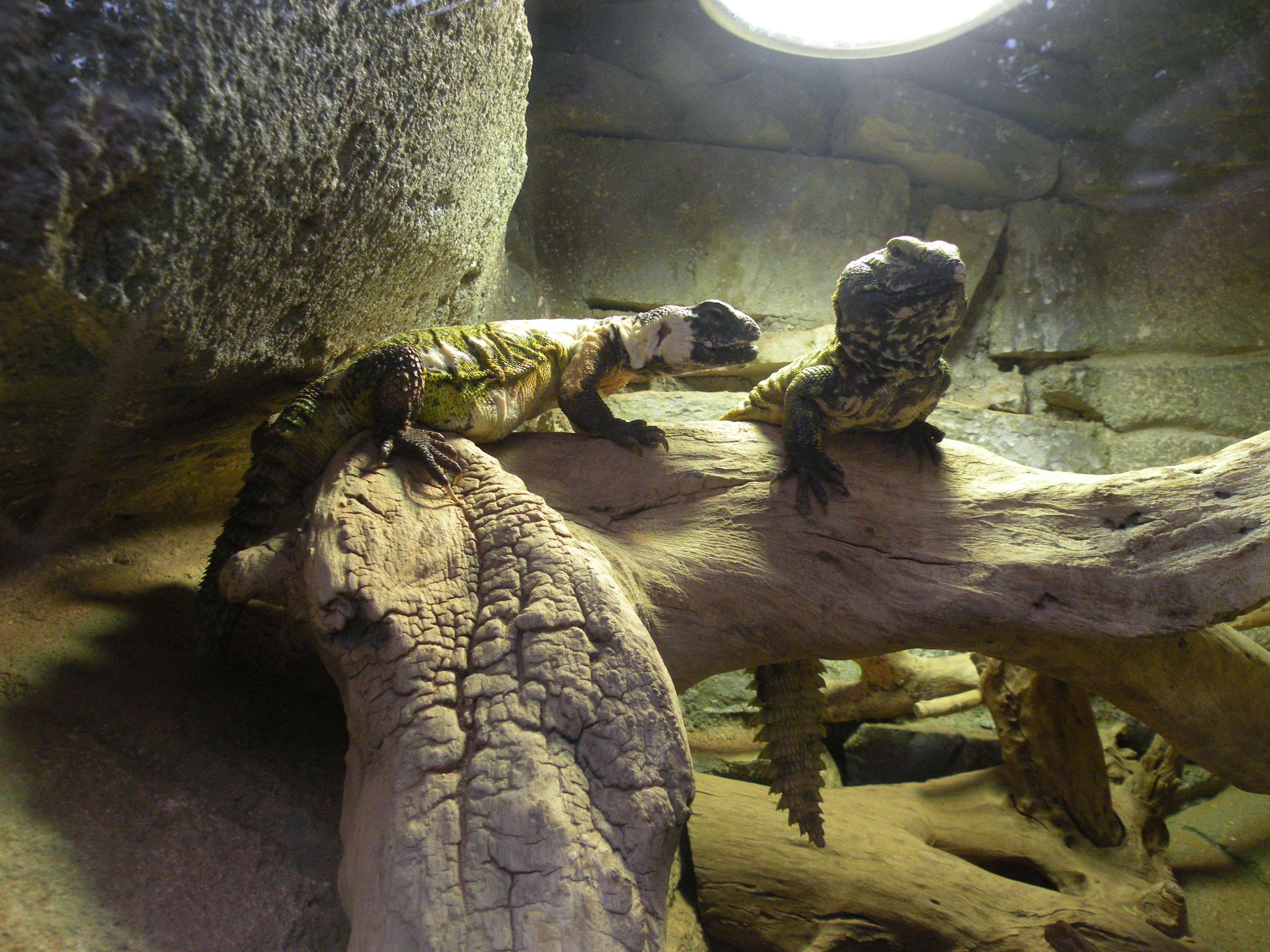
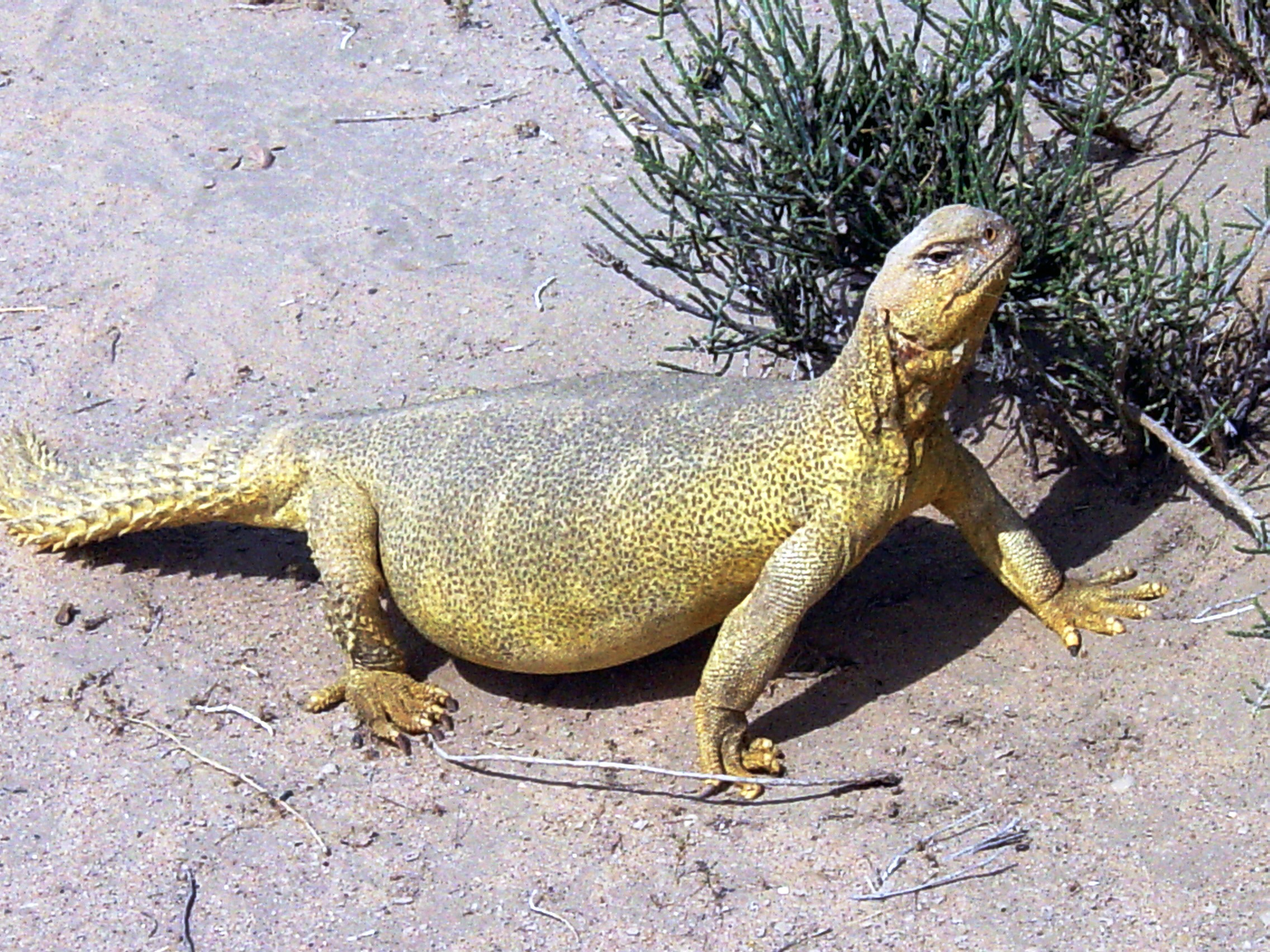
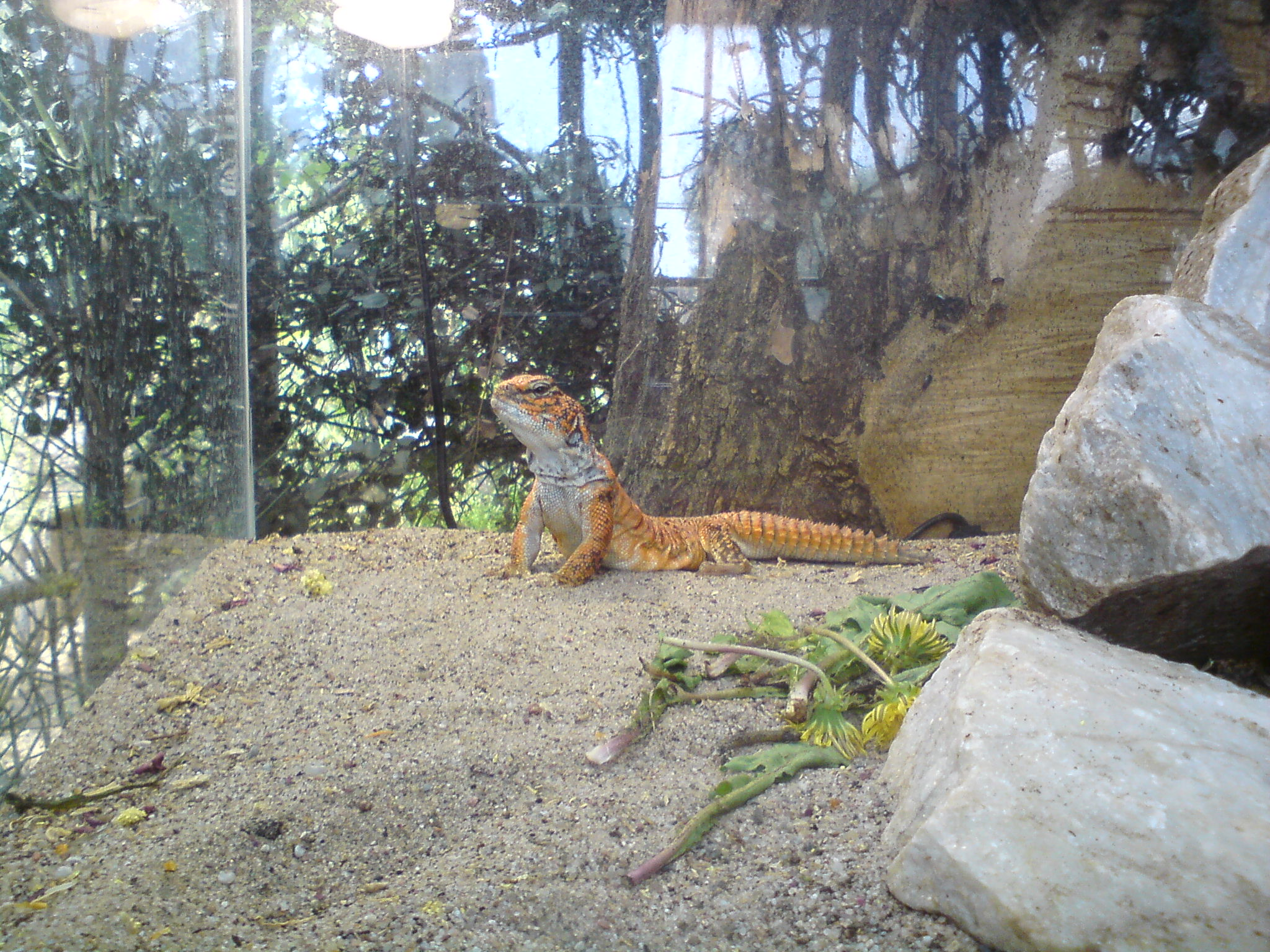
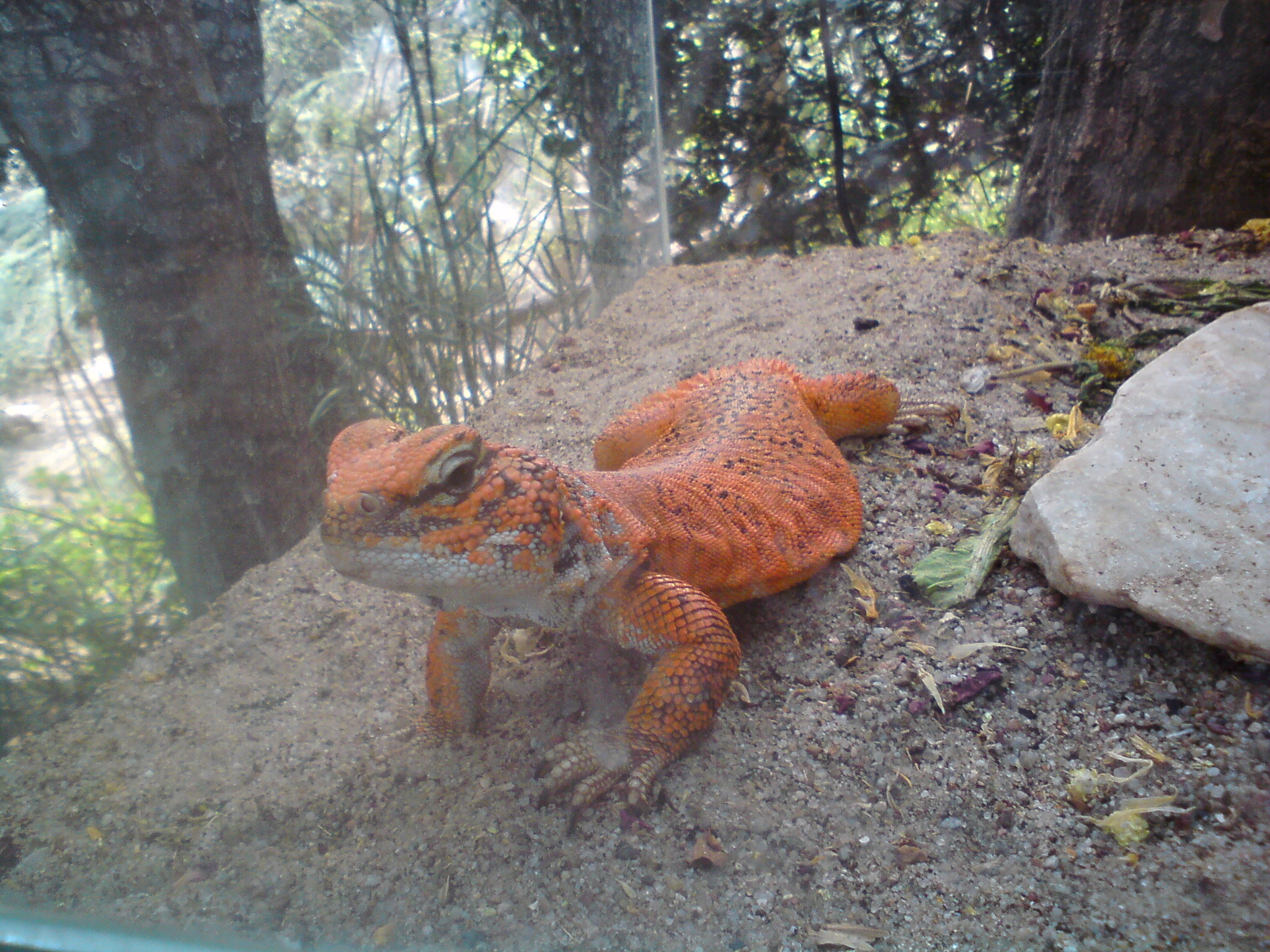